# Campi insanguinati
Campi insanguinati (Children of the Corn) è un film televisivo del 2009 diretto da Donald P. Borchers e  tratto dal racconto I figli del grano di Stephen King, che già aveva ispirato il cortometraggio I discepoli del corvo (1983) e il più famoso film Grano rosso sangue (1984). Questa versione si attiene di più al racconto originale di King.

## Trama
1975. I coniugi Burton e Vicky Stanton sono in viaggio verso la California, nel tentativo di salvare il loro matrimonio in crisi. La moglie infatti non ha ancora superato ciò che il marito faceva durante la guerra del Vietnam e non approva il pathos che lui mette quando ne parla. A causa di una discussione, i due non si accorgono di un bambino che sbuca dai campi di grano e lo investono. Superato lo shock iniziale, Burt si accorge che il ragazzino era già condannato ancora prima di essere investito, a causa di un taglio mortale alla gola. I due si mettono quindi alla ricerca della più vicina stazione di polizia per denunciare il crimine. Giunti nella piccola cittadina di Gatlin, Burt parte subito alla ricerca di un telefono, ma si accorge che il paese è disabitato. Lasciata la moglie in auto, si incammina dunque verso la chiesa, nonostante il parere contrario di Vicky che gli consiglia di lasciare quel luogo perché ha un brutto presentimento. All'interno della chiesetta, scopre dai registri parrocchiali che il paese è in realtà abitato, ma si accorge con stupore che nessuno dei residenti supera il diciannovesimo anno di età da almeno dodici anni. Intanto, Vicky viene rapita e uccisa da un gruppo di ragazzi misteriosi che distruggono la vettura. Giunto sul posto, Burt viene accerchiato. La guida spirituale dei ragazzi, uno strano bambino di nome Isaac Chroner, gli svela l'amara verità: dodici anni prima si era abbattuta sulla cittadina una violenta carestia, scatenata da un famigerato e pericoloso "dio del grano", conosciuto come "Colui che cammina dietro i filari", che i ragazzi riconducono al dio giudeo-cristiano; la divinità, che parlava solo ad Isaac, gli aveva spiegato che, in cambio della fine della carestia, pretendeva il sacrificio di tutti gli uomini e le donne dai diciannove anni in su. Lui e sua moglie sono degli adulti e, come tutti gli adulti, erano corrotti e meritavano di morire. I ragazzi provano ad attaccare Burt, ma lui, grazie alla sua esperienza, riesce ad ucciderne alcuni e a rifugiarsi tra i filari del campo, dove, sfruttando le sue abilità da guerrigliero apprese in Vietnam, riesce a sfuggire ai suoi inseguitori. Giunta la sera, i ragazzi sembrano desistere e si allontanano dal campo, riunendosi nella Chiesa dove assistono a un rituale di accoppiamento fra due ragazzi della comunità. Intanto Burton, che è rimasto nel campo fra i cadaveri dei ragazzi che ha assassinato, rivive nella sua mente gli episodi della guerra e, in preda alla pazzia, inizia ad aggirarsi nel campo senza una meta, ritrovandosi nella radura addetta a zona dei terribili sacrifici; qui scorge il cadavere della moglie deturpato e crocifisso, che lo fa cadere nella disperazione. Quando inizia a sentire degli strani rumori tutto intorno, si trova dinanzi a "Colui che cammina dietro i filari", il quale si rivela una sorta di pianta mangia-uomini che lo uccide. Il giorno dopo, Isaac spiega ai suoi concittadini che, a causa degli ultimi avvenimenti, il crudele dio del grano è molto infuriato e ha abbassato l'età del sacrificio a diciotto anni. Alla fine del film, si possono scorgere i ragazzi più anziani avviarsi verso i campi, per essere sacrificati al mostro. Le ultime scene vanno tuttavia alla compagna di Malachia che, incinta di quest'ultimo, osserva il suo compagno addentrarsi nel campo di pannocchie per essere sacrificato. Lei nasconde alla comunità di provare un odio immenso per il grano e per quella società, guidata dal fanatico Isaac. Progetta di dare fuoco ai campi e scappare.

## Produzione

### Cast
Il cast del film fu scelto due settimane prima dell'inizio delle riprese. 
A differenza del film originale, nel quale i vari ragazzi erano stati interpretati da attori con più di diciotto anni, il regista ha optato per un cast fatto di attori dell'età giusta per i loro ruoli. 

### Riprese
Il film è stato girato nel settembre 2008 a Lost Nation e a Rural Oxford Jct, nello stato dell'Iowa.

### Uscita
Il film venne trasmesso per la prima volta negli Stati Uniti sul canale Sci-Fi il 26 settembre 2009 ed è uscito in versione integrale su DVD della Anchor Bay il 6 ottobre 2009. 